# Serra de la Calçada
La Serra de la Calçada és una serra situada al municipi de Cabassers a la comarca del Priorat, amb una elevació màxima de 516 metres.